# Fundamenterder

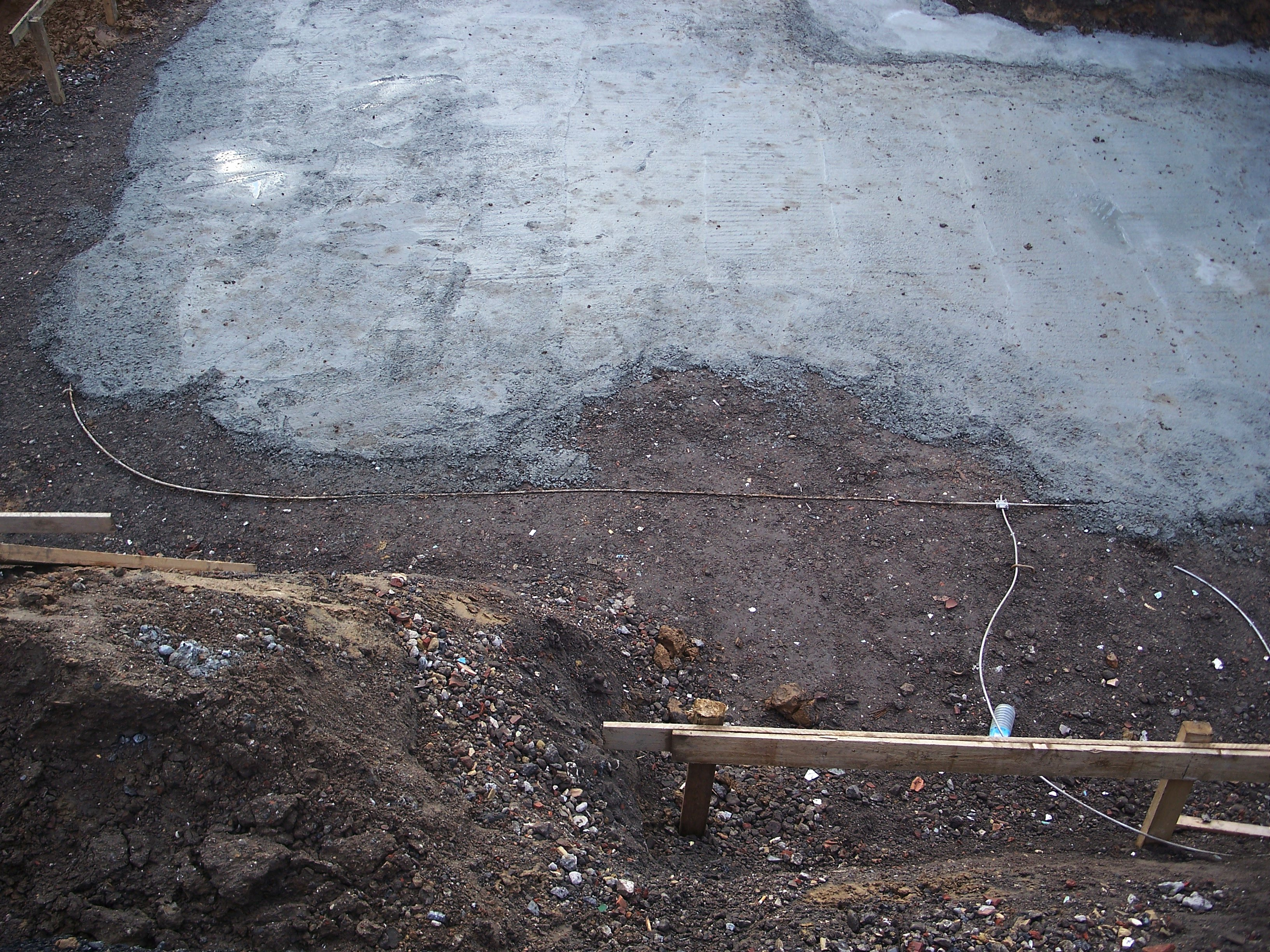
Fundamenterder in der Baugrube eines Einfamilienhauses; teilweise in der Sauberkeitsschicht verlegt

Ein Fundamenterder ist ein Ringerder, der unmittelbar über oder unter der Gründungsebene eines Bauwerks installiert wird.
Er wird idealerweise als geschlossener Ring in den Umfassungsfundamenten des Gebäudes angeordnet und gegebenenfalls mit der Bewehrung verbunden.
Die aktuelle DIN VDE 0100-540:2012-06 unterscheidet zwischen „Fundamenterder, in Beton verlegt“ und „Fundamenterder, in Erde verlegt“.
Nach DIN VDE 0100-540, VDE-AR-N 4100 und der TAB 2019 muss in Deutschland in allen neuen Gebäuden ein Fundamenterder nach der nationalen Norm DIN 18014 errichtet werden, über die Errichtung des Fundamenterders muss eine Dokumentation einschließlich Messprotokoll erstellt werden. Der Fundamenterder darf nur durch eine Elektrofachkraft oder Blitzschutzfachkraft erstellt und geprüft werden.

## Funktion

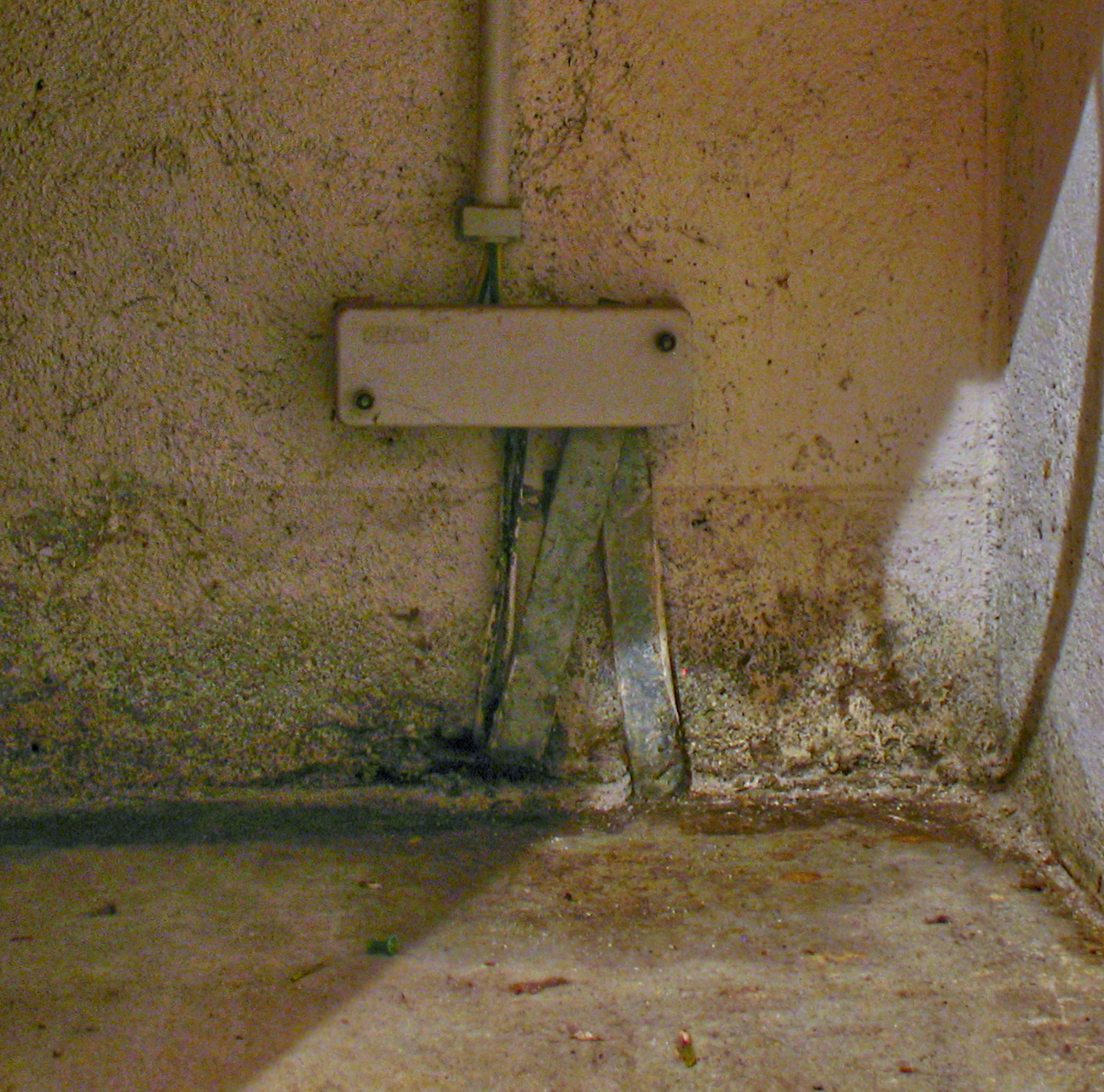
Fundamenterder-Anschluss mit Potentialausgleichsschiene

Der Fundamenterder ist Teil des elektrischen Schutzsystems, das zum „Schutz gegen elektrischen Schlag“ aus den Verbindungen aller leitfähigen Gehäuse von elektrischen Betriebsmitteln mit einem geerdeten Schutzleiter besteht. Das Ziel ist die Vermeidung von Potentialunterschieden (Spannungen) an berührbaren leitfähigen Bauteilen durch den Potentialausgleich und die Unterbrechung der Stromversorgung im Fehlerfall.
Dazu werden die Erdungsleiter und die Schutzleiter der Stromversorgung sowie alle Schutzpotentialausgleichsleiter im Hausanschlussraum eines Gebäudes auf der Haupterdungsschiene zusammengeführt. Ein Erdungsleiter stellt die Verbindung zum Fundamenterder her.
Wird eine Blitzschutzanlage vorgesehen, so wird der Fundamenterder in der Regel auch zur Blitzschutzerdung herangezogen und mit den Blitzstrom-Ableitungen der Anlage verbunden.

## Ausführung

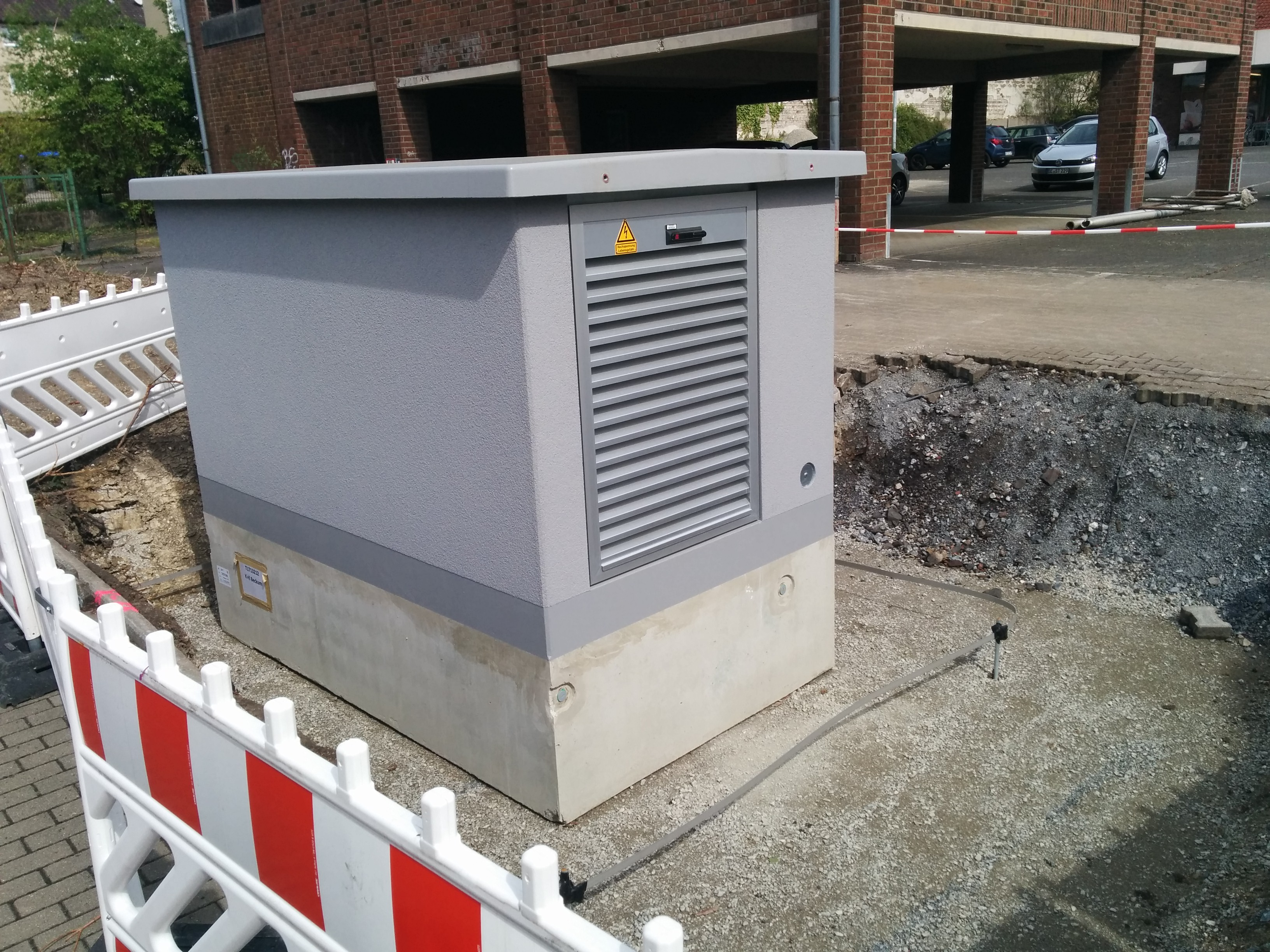
Äußerer Fundamenterder (Ringerder) einer Trafostation aus hochkant auf Distanzhaltern verlegtem Bandstahl (Flacherder)

Soll der Fundamenterder zum Schutz vor Korrosion allseitig von Beton umschlossen sein, wird er in bewehrtem Beton auf der untersten Bewehrungslage verlegt. In unbewehrtem Beton wird durch die Montage auf Distanzhaltern der Kontakt mit dem Erdreich vermieden.
Um die hohlraumfreie Einbettung von Bandstahl (Flacherder) im Beton zu gewährleisten, muss das Stahlband hochkant verlegt oder der frische Beton muss mittels einer Rüttelflasche sorgfältig verdichtet werden.
Wenn die Bewehrung des Stahlbetons als Erder dienen soll, müssen die Bewehrungsstähle umlaufend miteinander verschweißt oder durch hierfür geeignete Klemmverbinder miteinander verbunden werden. Bestehen die Anschlussfahnen ebenfalls aus Bewehrungsstahl, so sind sie zu kennzeichnen, um eine Verwechslung mit rein konstruktiven Stählen auszuschließen.
Wird ein gesonderter Erder in bewehrten Beton eingelegt, so muss dieser alle 2 m (Deutschland) bzw. alle 10 m (Schweiz) mit dem Bewehrungsstahl verbunden werden.
Üblicherweise wird feuerverzinkter Bandstahl (Flacherder) oder Rundstahl (Runderder) verwendet.
Sofern durchweg eine Überdeckung von etwa 5 cm gewährleistet ist, schützt der Beton den Erder vor Korrosion. Wird blanker oder verzinkter Stahl an Stellen aus dem Beton herausgeführt, die von Feuchtigkeit betroffen sein können, so ist ein besonderer Korrosionsschutz erforderlich, da an der Betonoberfläche ein starker korrosiver Einfluss auf Metalle vorliegt. Alternativ sind besondere Anschlussgarnituren erhältlich, die häufig aus Edelstahl bestehen.
Zu Materialwahl und Korrosionsschutz siehe auch den Hauptartikel: Erder.
Die maximal zulässige Maschenweite beträgt 20 m × 20 m. Bei größeren Flächen muss der Fundamenterder daher zusätzliche Querverbindungen erhalten. Wird ein Blitzschutz mitgeplant, verringert sich die Maschenweite auf 10 m × 10 m.
Trennfugen zwischen Einzelfundamenten müssen mit flexiblen Dehnungsstücken überbrückt werden (Dilatationsüberbrückung), um den Abriss des Erders zu vermeiden.
Die Anschlussfahne im Gebäudeinneren soll 30 cm oberhalb des Kellerbodens aus der Wand austreten und mindestens 1,5 m frei herausgeführt werden.
Der Fundamenterder ist Teil einer elektrischen Anlage und darf nur von Elektrofachkräften bzw. Blitzschutzfachkräften, die gemäß der NAV in das Installateurverzeichnis eines EVU eingetragen sind, geplant, errichtet und geprüft werden. Hierüber ist eine Dokumentation zu führen, welche auf Verlangen dem Energieversorger bzw. dem Baurechtsamt vorzulegen ist.

## Fundamenterder im Erdreich
Ist keine Fundamentierung aus Beton vorgesehen oder ist das Fundament durch Bitumenschichten (Schwarze Wanne) oder Dämmplatten vom umgebenden Erdreich isoliert, so wird ein (Ring-)Erder unterhalb bzw. außerhalb der Dicht- oder Dämmschicht im Erdreich verlegt, um einen ausreichend niedrigen Erdungswiderstand zu erreichen. Häufig wird unterhalb der Dicht- oder Dämmschicht eine Ausgleichs- bzw. Sauberkeitsschicht aus Beton vorgesehen, in welche der Erder eingebettet werden kann.
Ist ein bewehrtes Fundament innerhalb der isolierenden Schicht vorhanden, so wird hier eine weitere Fundamenterdung vorgesehen, die als Potentialausgleichsleiter dient. Alle 20 m soll eine Verbindung zwischen innerem und äußerem Fundamenterder hergestellt werden.

## Normen
- DIN 18014: Regelt die Planung, Ausführung und Dokumentation des Fundamenterder
- DIN VDE 0100-410:2018 Errichten von Niederspannungsanlagen - Teil 4-41: Schutzmaßnahmen - Schutz gegen elektrischen Schlag
- DIN VDE 0100-540:2012-06 Errichten von Niederspannungsanlagen – Teil 5-54: Auswahl und Errichtung elektrischer Betriebsmittel – Erdungsanlagen, Schutzleiter und Schutzpotentialausgleichsleiter.
- DIN EN 62305 (VDE 0185-305) Blitzschutz – Teil 3: Schutz von baulichen Anlagen und Personen